# Next Generation ATP Finals
Next Generation sau Next Gen ATP Finals este unul dintre cele două turnee de final de sezon la tenis ale circuitului profesionist masculin ATP World Tour. A fost înființat în 2017 pentru șapte tineri jucători de tenis cu vârsta sub 21 de ani, cei mai bine plasați în clasamentul ATP și un jucător care primește un wild card. Celălalt turneu de final de sezon este Turneul Campionilor.
Pentru anii 2017-2022, turneul s-a desfășurat la Milano, Italia. Competiția este însoțită de testarea unor reguli inovatoare, cu scopul de a face sportul alb mai atractiv. Din 2023 se desfășoară la Jeddah, Arabia Saudită.
Nu se acordă puncte ATP jucătorilor din turneu. Recompensele financiare pentru anul 2023 sunt de 2.000.000 USD.

## Format
Desfășurat pe parcursul a cinci zile, formatul competiției este similar Turneului Campionilor, cu două grupe de bază și un sistem de eliminare în etapa finală.
Cei opt jucători sunt împărțiți în două grupe de câte patru, în care fiecare jucător dispută câte un meci împotriva celorlalți trei din grupă. Primii doi clasați în fiecare serie promovează în semifinale, unde se înfruntă în sistem încrucișat, primul dintr-o grupă cu al doilea clasat din cealaltă grupă. Câștigătorii celor două meciuri din semifinale își dispută finala.

## Reguli
Pentru competiție sunt utilizate o serie de modificări ale regulilor față de formatul normal ATP:
| - cel mai bun din cinci seturi. - primul jucător care ajunge la patru jocuri primește întregul set. - Tiebreak la 3-All - când mingea atinge fileul, schimbul continuă - Hawkeye-Live (graficul afișat pe ecrane) - meciul începe la 4 minute de la intrarea celui de-al doilea jucător pe teren (5 minute în 2018) | - ceas pentru a asigura regula celor 25 de secunde - maximum un timeout medical pentru un jucător pe meci - antrenorii pot vorbi cu jucătorii prin căști - publicul va avea voie să se deplaseze în timpul unui meci (cu excepția liniilor de bază) - cutii pentru prosoape la fiecare linie de bază - jucătorii pot folosi tehnologie purtabilă |

## Rezultate
| Oraș gazdă | An   | Campion                                | Finalist                               | Scor                                   |
| ---------- | ---- | -------------------------------------- | -------------------------------------- | -------------------------------------- |
| Milano     | 2017 | Chung Hyeon                            | Andrei Rubliov                         | 3–4(5–7), 4–3(7–2), 4–2, 4–2           |
| Milano     | 2018 | Stefanos Tsitsipas                     | Alex de Minaur                         | 2–4, 4–1, 4–3(7–3), 4–3(7–3)           |
| Milano     | 2019 | Jannik Sinner                          | Alex de Minaur                         | 4–2, 4–1, 4–2                          |
| Milano     | 2020 | Anulat din cauza pandemiei de COVID-19 | Anulat din cauza pandemiei de COVID-19 | Anulat din cauza pandemiei de COVID-19 |
| Milano     | 2021 | Carlos Alcaraz                         | Sebastian Korda                        | 4–3(7–5), 4–2, 4–2                     |
| Milano     | 2022 | Brandon Nakashima                      | Jiří Lehečka                           | 4–3(7–5), 4–3(8–6), 4–2                |
| Jeddah     | 2023 | Hamad Medjedovic                       | Arthur Fils                            | 3–4(6-8), 4–1, 4-2, 3–4(9-11), 4–1     |

## Realizări ulterioare ale jucătorilor Next Gen ATP Finals

#### Nr.1 mondial
| Jucător         | Prezență la Next Gen | A ajuns nr. 1 mondial | Ref.  |
| --------------- | -------------------- | --------------------- | ----- |
| Daniil Medvedev | 2017                 | 28 februarie 2022     | [ 4 ] |
| Carlos Alcaraz  | 2021                 | 12 septembrie 2022    | [ 5 ] |

#### Top 10
| Jucător               | Prezență la Next Gen | Cea mai bună clasare | Ref.  |
| --------------------- | -------------------- | -------------------- | ----- |
| Casper Ruud           | 2019                 | 2                    | [ 6 ] |
| Alexander Zverev      | 2017, 2018           | 2                    | [ 7 ] |
| Stefanos Tsitsipas    | 2018, 2019           | 3                    | [ 8 ] |
| Holger Rune           | 2021, 2022           | 4                    |       |
| Jannik Sinner         | 2019, 2021, 2022     | 4                    |       |
| Taylor Fritz          | 2018                 | 5                    |       |
| Andrei Rubliov        | 2017, 2018           | 5                    |       |
| Félix Auger-Aliassime | 2019, 2021           | 6                    |       |
| Karen Haceanov        | 2017                 | 8                    |       |
| Hubert Hurkacz        | 2018                 | 9                    |       |
| Denis Șapovalov       | 2017, 2018, 2019     | 10                   |       |
| Frances Tiafoe        | 2018, 2019           | 10                   |       |

#### Câștigători de Grand Slam
| Jucător         | Prezență la Next Gen | Titluri de Grand Slam câștigate | Titluri de Grand Slam câștigate | Titluri de Grand Slam câștigate | Titluri de Grand Slam câștigate | Titluri de Grand Slam câștigate | Ref.   |
| Jucător         | Prezență la Next Gen | AU                              | FR                              | WB                              | US                              | Total                           | Ref.   |
| --------------- | -------------------- | ------------------------------- | ------------------------------- | ------------------------------- | ------------------------------- | ------------------------------- | ------ |
| Daniil Medvedev | 2017                 | —                               | —                               | —                               | 2021                            | 1                               | [ 9 ]  |
| Carlos Alcaraz  | 2021                 | —                               | —                               | 2023                            | 2022                            | 2                               | [ 10 ] |